# Réseau Orion
Le Réseau Orion est un réseau de renseignements de la résistance intérieure française créé dès juillet 1940 par le Français Henri d'Astier de La Vigerie et le Belge Georges Piron de la Varenne,.

## Historique
Le Réseau Orion tire son nom du hameau des Pyrénées-Atlantiques, Orion, qui lui a servi de base arrière, sur la ligne de démarcation.
Le Réseau Saint-Jacques intègre le Réseau Orion en mai 1941.
Alain Griotteray en prend le commandement en 1943. Le réseau se consacre en priorité aux évasions de Français par l'Espagne,.
Le 13 décembre 1943, l'agent infiltré Serge Marcheret, permet à la Gestapo d'arrêter l'ensemble des dirigeants, à l'exception de Le Balle.

## Membres du réseau
- Georges Piron de la Varenne, arrêté et condamné à mort, est décapité à la hache, à Cologne le 15 octobre 1943.
- Charles-Louis de Frotté, arrêté, déporté, tué dans les bombardements du camp d'internement de Mauthausen-Melk le 8 juillet 1944.
- Henri d'Astier de La Vigerie.
- Alain Griotteray.
- Jean-Baptiste Biaggi, avocat.
- Robert Le Balle.
- Michel Alliot.
- Xavier Escartin, arrêté à Paris puis déporté, exécuté au camp de Mauthausen après avoir été dénoncée par Mme Borotra, épouse de Jean Borotra.
- Henry-Jean Roulleaux Dugage, arrêté à Paris, interné à la prison de Fresnes et libéré au bénéfice du doute.
- Léon Tardy entré en résistance Orion le 1er janvier 1941 et ensuite passé au Réseau Zéro en octobre 1943. Gradé sous-lieutenant du FFC, décoré de la croix de guerre 1939-1945, chevalier de l'ordre de Léopold II, médaille de la résistance Belge et médaille commémorative Belge. Arrêté le 23 mars 1944 pour émission radio, espionnage, détention d'armes, fabrication de faux papier d'identité. Mort de dysenterie le 1er mai 1945 au camp de Sandbostel, le jour de la libération du camp.
- Maxence Faivre d'Arcier[6]